# 1956 في إسرائيل
فيما يلي قوائم الأحداث التي وقعت خلال عام 1956 في إسرائيل.

## سياسة

### تعيين في المنصب
- 13 فبراير – دافيد بن غوريون Justice Minister of Israel ‏.
- 19 يونيو – جولدا مائير وزير الخارجية الإسرائيلي  [لغات أخرى]‏.

### انتهاء فترة المنصب
- 13 فبراير – سيف الدين الزعبي عضو الكنيست [الإنجليزية]‏.
- 18 يونيو – موشيه شاريت وزير الخارجية الإسرائيلي  [لغات أخرى]‏.
- 19 يونيو – جولدا مائير وزارة العمل (إسرائيل).
- 8 أكتوبر – زلمان شازار عضو الكنيست [الإنجليزية]‏.

## مواليد

### فبراير
- 16 فبراير – رينا مور
- 22 فبراير – موطي يوغيف سياسي إسرائيلي.[1]

### مارس
- 23 مارس – باسل غطاس سياسي إسرائيلي.[2]

### يونيو
- 11 يونيو – يوفال ديسكين جاسوس إسرائيلي.
- 28 يونيو – عميرة هاس صحفية إسرائيلية.

### يوليو
- 22 يوليو – عزمي بشارة سياسي ومفكر وأكاديمي وكاتب فلسطيني.[3]

### أغسطس
- 25 أغسطس – اليعازر شتيرن سياسي إسرائيلي.[4]

### أكتوبر
- 7 أكتوبر – فؤاد عوض مخرج مسرحي إسرائيلي.

### ديسمبر
- 30 ديسمبر – عبد الله أبو معروف سياسي إسرائيلي.[5]

## وفيات

### يوليو
- 1 يوليو – توفيق أبو الهدى (مواليد 1894) سياسي أردني.

### أكتوبر
- 30 أكتوبر – بنيامين كاهانا (مواليد 1911) طيار إسرائيلي.